# 강릉 보진당
강릉 보진당(江陵 葆眞堂)은 대한민국 강원특별자치도 강릉시 옥천동에 있는 건축물이다. 1984년 6월 2일 강원특별자치도의 문화재자료 제6호로 지정되었다.

## 개요
조선 중기 권사균이 지은 것으로 조선 고종 4년(1867)에 화재로 불타버린 것을 이듬해 다시 세웠다. 앞면 4칸·옆면 3칸의 규모이며, 지붕은 옆면이 여덟 팔(八)자 모양인 팔작지붕이다.
건물 앞면에는 정현석의 낙관이 찍힌 현판이 있으며 기둥마다 세로로 글씨가 쓰여 있다. 앞쪽 처마 위에는 고리를 설치하여 여름에는 문을 들어올려 더위를 식힐 수 있도록 하였다. 안쪽은 오른편에 방 1칸을 두고 왼편 3칸은 마루를 만들었다.

## 참고 자료
- 보진당 - 국가유산청 국가유산포털